# Bruckner de Villiers
Wilhelm Bruckner de Villiers (né le 16 mars 1875 à Paarl, colonie du Cap et mort le 21 juillet 1948 à Stellenbosch, Union d'Afrique du Sud) est un homme d'affaires et un homme politique sud-africain, membre successivement du parti national (1915-1934), du parti national purifié (1934-1940) et du parti national réunifié (1940-1948), député de Barkly West (13 mars au 31 décembre 1920 puis de 1924 à 1929), de Kuruman (1929), de Stellenbosch (1929-1938) et sénateur (1938-1948).

## Biographie

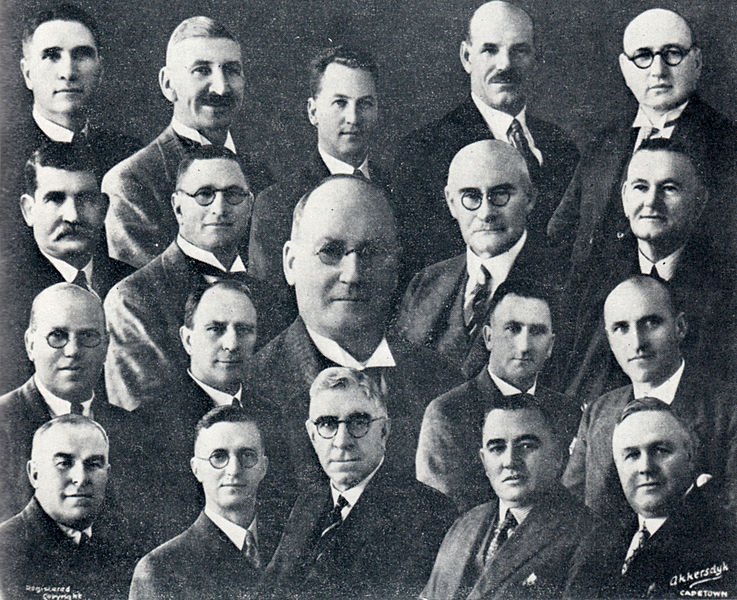
Les 19 députés nationalistes qui refusent, autour de Daniel Malan, la fusion avec le parti uni et fondent le Parti national purifié:
En haut de gauche à droite : S.P. le Roux, R.A.T. van der Merwe, F.C. Erasmus, P.J.H. Luttig, J.J. Haywood. 3e rang: L.J. Vosloo, dr. N.J. van der Merwe, D.F. Malan (en gros plan), J.H.H. de Waal, A.L. Badenhorst.
2e rang: P.O. Sauer, Karl Bremer, J.G. Strijdom, C.W.M. du Toit.
1er rang : J.F. van G. Bekker, C.R. Swart, Bruckner de Villiers, C.H. Geldenhuys et G.P. Steyn.

Bruckner de Villiers est le fils d'Abraham Barend de Villiers (1837-1909), un agriculteur, commissaire-priseur et homme d'affaires de Paarl, membre de l'Afrikaner Bond, qui fut député de Richmond puis de Victoria West au parlement de la colonie du Cap.
En 1911, Bruckner de Villiers s'installe à Stellenbosch. Homme d'affaires et mécène nationaliste, proche de Jannie Marais (par ailleurs son beau-frère), il participe à la fondation du groupe de presse De Nasionale Pers et à celle de l'université de Stellenbosch. Lors des élections législatives de 1915, il est candidat du parti national à Paarl où il reçoit dans un premier temps le soutien de la section locale de l'African Political Organisation (APO), une organisation coloured, jusqu'à ce que son président Abdullah Abdurahman, par ailleurs conseiller municipal coloured de la ville du Cap, rappelle que dans l'état libre d'Orange (la province où le parti national a été fondé par James Barry Hertzog), les coloureds doivent porter des laissez-passer. Il est battu de plus de 800 voix par Andries Lourens de Jager, le député sortant et candidat du parti sud-africain. 
Surnommé Oom Broekie par la communauté coloured de Stellenbosch, il est convaincu que le parti national peut obtenir l'appui des électeurs coloureds dans les zones rurales pour battre les candidats du parti sud-africain. Il s'investit auprès de cette communauté pour laquelle il effectue de nombreuses actions philanthropiques pour acheter des terres ou construire des églises.
En 1919, il participe à la fondation de la United Afrikaner League, un mouvement de la communauté coloured censé concurrencer l'APO.
Lors des élections de 1920, Bruckner de Villiers est élu député de Barkly West (une circonscription proche de Kimberley) contre le député sortant Arnold Hirst Watkins (parti unioniste) avant d'être battu de 57 voix l'année suivante, lors d'élections anticipées, par Pieter Ernst Scholtz (parti sud-africain). 
Bruckner de Villiers prend sa revanche contre Scholtz lors des élections générales sud-africaines de 1924 et reprend le siège. La circonscription est cependant supprimée et amalgamée avec une autre pour les élections suivantes de 1929. Bruckner de Villiers se présente alors à la fois à Kuruman et à Stellenbosch, deux circonscriptions qu'il remporte.
À Stellenbosch, Bruckner de Villiers est élu contre le député sortant J.P. Louw, grâce aux voix des électeurs coloureds de la circonscription de Stellenbosch. Il renonce au siège gagné à Kuruman pour siéger en tant que député, représentant de la circonscription de Stellenbosch. Il reste à ce jour, avec Colin Fraser Steyn, l'un des rares parlementaires sud-africains à avoir été élu dans deux circonscriptions au cours du même cycle électoral.
En 1934, il est l'un des 19 députés du parti national qui refusent la fusion de leur parti avec le parti sud-africain dans le parti uni. 
En 1938, alors qu'il est candidat pour le parti national purifié, dont le programme propose le retrait des coloureds des listes électorales communes (une position non soutenue et critiquée par Villiers), il perd son siège de 30 voix face à Henry Fagan (parti uni).
Il termine sa carrière politique comme sénateur (1939-1948).

## Vie privée
En 1899, il épousa Christina Martinetta de Villiers (1877-1920) puis, veuf, épousa Sophia Magdalena Johanna de Villiers (1889-1966) et eut plusieurs enfants.